# Saint-André-de-l’Épine
Saint-André-de-l’Épine – miejscowość i gmina we Francji, w regionie Normandia, w departamencie Manche.
Według danych na rok 1990 gminę zamieszkiwały 433 osoby, a gęstość zaludnienia wynosiła 60 osób/km² (wśród 1815 gmin Dolnej Normandii Saint-André-de-l’Épine plasuje się na 484. miejscu pod względem liczby ludności, natomiast pod względem powierzchni na miejscu 700.).